# ベリー・ベリー
ベリー・ベリー は、河中美二と上田歩武による漫才コンビ。吉本興業所属。大阪NSC23期生。baseよしもとに出演していた。2002年5月結成。2008年12月解散。

## メンバー
- 河中 美二（かわなか よしつぐ、1980年3月29日 - ） ボケ担当。立ち位置は向かって左。B型。
  - 昔、ラジオのハガキ職人をやっていた。
  - NON STYLE・石田明の軍団である「石田介護施設」に所属している。
  - コンビ解散後は同じく解散した「キャバレーナイト」の宮田庸平・山本晶子（現・山本あきこ）と共に、トリオ「シャングリラ」を結成し活動していたが、2011年9月に解散。その後は新コンビ「赤い自転車」を結成。その後、SMAへの移籍を機に「ダンシングヒーロー」に改名し活動中。
  - 実はアメリカ人のクォーターだが、顔がどう見ても韓流なので信じる人は少ない。

- 上田 歩武（うえだ あゆむ、1980年11月12日 - ） ツッコミ担当。立ち位置は向かって右。B型。
  - baseよしもと時代には「baseよしもとのファッションリーダー」を自称していた。すごく痩せている。
  - NON STYLE・井上裕介と仲が良く、服を選んだりしている。また井上の軍団「I-company」に所属している。
  - モンスターエンジン・西森洋一と同居していたことがある[1]。
  - コンビ解散後はピン芸人として活動後、2009年10月に元「フライフェチ」「ユキコミキ」の大渕源八と共に「ライフ」を結成[2]するが、2010年6月に解散。その後、2010年12月に元「ところてん」のますだひかると「あゆむひかる」を結成し、2011年5月に上京したが、2013年12月21日に解散[3]。再びピン芸人として活動後、現在はNSCの同期の良平と「グッドウォーキン」というコンビで活動中。

## 出囃子
3snotties｢set you free｣

## 出演番組
- サタうま!（関西テレビ、不定期出演、コイちゃん軍団メンバー）
- 爆笑オンエアバトル（NHK総合）戦績0勝2敗 最高329KB
- ロケみつ〜ロケ×ロケ×ロケ〜（毎日放送、上田のみ）「密室謎解24ブログ旅」「香り松茸味しめじ 力合わせてキノコ採り トリオでマリオブログ旅」
- 吉本☆ぐいピコ!（京都放送）

## 単独ライブ
- 2006年
  - 08月01日 - 「引き裂かれたGパン」（baseよしもと/大阪）
  - 11月23日 - 「ベリー・ベリーbase!」（baseよしもと/大阪）

- 2007年
  - 05月05日 - 「VERY GOOD」（baseよしもと/大阪）
  - 11月03日 - 「かんだ分だけ罰ゲーム」（baseよしもと/大阪）
  - 11月22日 - ユニットライブ「同期」（baseよしもと/大阪）※河中のみ

- 2008年
  - 02月28日 - ユニットライブ「同期」（baseよしもと/大阪）